# Parc André-Malraux
 (juillet 2017).
Si vous disposez d'ouvrages ou d'articles de référence ou si vous connaissez des sites web de qualité traitant du thème abordé ici, merci de compléter l'article en donnant les références utiles à sa vérifiabilité et en les liant à la section « Notes et références ».
Le parc André-Malraux est un espace vert situé dans l'est de Nanterre et propriété du département des Hauts-de-Seine.

## Historique
Au début du XXe siècle, cet endroit, du mont Valérien et jusqu'à la Seine à l'ouest, est peu urbanisé. La plaine de Nanterre est surtout composée de jardins et cultures maraîchères, de prairies où paissent vaches et moutons.
Dans les années 1950, de  nombreux travailleurs immigrés s'installent dans les lieux sans l'eau, ni sanitaires. Cette population représente 10 % de la population de la ville à l'époque.
André Malraux, ministre des Affaires culturelles, décide la création de ce parc dont le projet est approuvé en 1964.
Il a été édifié dans les années 1970 à l'emplacement d'anciens bidonvilles, de terrains vagues ainsi que d'anciennes carrières de gypse. Conçu par le paysagiste Jacques Sgard, il présente de légers reliefs constitués avec des déblais en provenance du quartier de la Défense, situé à proximité. 
Ouvert au public le 16 avril 1977, les travaux d'aménagement se poursuivront jusqu'en 1981 et son nom lui sera donné en hommage à son initiateur en 1979. Le parc, d'abord confié à l'Établissement public pour l'aménagement de la région de la Défense, sera géré par le département qui en devient l'unique propriétaire en 2005.

## Description
Le parc comporte trois buttes coniques artificielles tronquées, dont on découvre depuis le sommet de jolis points de vue. Aujourd'hui, il est directement prolongé par les jardins de l'Arche. Le jardin de collection a une surface d'un peu près 5 000 m2 et comprend plus de 400 espèces plantées. 
On y trouve un étang de deux hectares pour une superficie totale de 25 hectares au milieu de la ville de Nanterre. Il est composé de deux bassins reliés par un petit canal, dont les berges sont plantées de roseaux, joncs, plantes des marais. C'est une réserve ornithologique qui abrite entre autres des poules d'eau, foulques, canards, bernaches du Canada, hérons cendrés, ainsi que des corneilles noires, soit près de trente espèces. La pêche y est autorisée.
Un mur d'escalade de 350 m2 est installé en 1994.
Ce parc a obtenu un label Espace végétal écologique.

## Transport en commun
- Gare de Nanterre-Préfecture de la ligne A du RER.
- Gare de Nanterre-la-folie de la Ligne E du RER

## À proximité
- Le quartier de La Défense.
- La place Nelson-Mandela.
- Les tours Aillaud, dites aussi tours Nuage.
- Théâtre Nanterre-Amandiers
- Chapelle Saint-Joseph-des-Fontenelles de Nanterre construite dans les années 1930. Tout à côté, se trouvait également une Chapelle Saint-Joseph du parc André Malraux, construite en 1971[1].